# سی و نهمین دوره جوایز اسکار
سی و نهمین دوره مراسم اعطای جوایز اسکار (انگلیسی: 39th Academy Awards) در روز ۱۰ آوریل ۱۹۶۷ در سالن اجتماعات سنتا مونیکا سنتا مونیکا برگزار شد. در این مراسم بهترین فیلم‌های سال ۱۹۶۶ جهان به انتخاب آکادمی علوم و هنرهای تصاویر متحرک جایزه گرفتند.
باب هوپ مجری این مراسم بود.

## جوایز
برندگان نخست و در حروف برجسته پررنگ فهرست شده‌اند.
| جایزه اسکار بهترین فیلم | جایزه اسکار بهترین کارگردانی |
| --- | --- |
| - مردی برای تمام فصول – فرد زینمان - الفی – لوئیس گیلبرت - روس‌ها می‌آیند، روس‌ها می‌آیند – نورمن جویسون - دانه‌های شن – رابرت وایز - چه کسی از ویرجینیا وولف می‌ترسد؟ – ارنست لمان | - فرد زینمان – مردی برای تمام فصول - میکل‌آنجلو آنتونیونی – آگراندیسمان - ریچارد بروکس – حرفه‌ای‌ها - کلود للوش – یک مرد و یک زن - مایک نیکولز – چه کسی از ویرجینیا وولف می‌ترسد؟ |
| جایزه اسکار بهترین بازیگر نقش اول مرد | جایزه اسکار بهترین بازیگر نقش اول زن |
| - پل اسکوفیلد – مردی برای تمام فصول در نقش تامس مور - آلن آرکین – روس‌ها می‌آیند، روس‌ها می‌آیند در نقش Lt. Yuri Rozanov - ریچارد برتون – چه کسی از ویرجینیا وولف می‌ترسد؟ در نقش George - مایکل کین – الفی در نقش Alfie Elkins - استیو مک‌کوئین – دانه‌های شن در نقش Jake Holman                                 | - الیزابت تیلور – چه کسی از ویرجینیا وولف می‌ترسد؟ در نقش Martha - آنوک امه – یک مرد و یک زن در نقش Anne Gauthier - آیدا کامینسکا – فروشگاه در خیابان اصلی در نقش Rozália Lautmannová - لین ردگریو – جورجی دختر در نقش Georgina "Georgy" Parkin - ونسا ردگریو – مورگان، بیمار مناسبی برای درمان در نقش Leonie Delt |
| جایزه اسکار بهترین بازیگر نقش مکمل مرد | جایزه اسکار بهترین بازیگر نقش مکمل زن |
| - والتر ماتائو – شیرینی ثروت در نقش "Whiplash Willie" Gingrich - ماکو ایواماتسو – دانه‌های شن در نقش Po-han - جیمز میسون – جورجی دختر در نقش James Leamington - جورج سگال – چه کسی از ویرجینیا وولف می‌ترسد؟ در نقش Nick - رابرت شاو – مردی برای تمام فصول در نقش هنری هشتم                                  | - سندی دنیس – چه کسی از ویرجینیا وولف می‌ترسد؟ در نقش Honey - وندی هیلر – مردی برای تمام فصول در نقش Alice More - جاسلین لاگارد – هاوایی در نقش Queen Malama Kanakoa - ویوین مرچنت – الفی در نقش Lily - جرالدین پیج – تو اکنون یک پسر بزرگی در نقش Margery Chanticleer |
| جایزه اسکار بهترین فیلم‌نامه غیراقتباسی | جایزه اسکار بهترین فیلم‌نامه اقتباسی |
| - یک مرد و یک زن – کلود للوش و پیر اویترهوون - آگراندیسمان – میکل‌آنجلو آنتونیونی، ادوارد باند و تونینو گوئرا - شیرینی ثروت – بیلی وایلدر و آی ای ال دایموند - خرطوم – رابرت اردری - The Naked Prey – Clint Johnston و Don Peters                                                                           | - مردی برای تمام فصول – رابرت بولت - الفی – Bill Naughton - حرفه‌ای‌ها – ریچارد بروکس - روس‌ها می‌آیند، روس‌ها می‌آیند – ویلیام رز - چه کسی از ویرجینیا وولف می‌ترسد؟ – ارنست لمان |
| Best Foreign Language Film | جایزه اسکار بهترین ترانه |
| - یک مرد و یک زن (فرانسه) - نبرد الجزیره (ایتالیا) - عشق‌های یک بلوند (چکسلواکی) - فرعون (فیلم) (لهستان) - سه (یوگسلاوی) | - "Born Free" از آزاد زاده شو – جان بری (music) و Don Black (lyrics) - "الفی" از الفی – برت بکراک (music) و هل دیوید (lyrics) - "Georgy Girl" از جورجی دختر – Tom Springfield (music) و جیم دیل (lyrics) - "My Wishing Doll" from هاوایی – المر برنستاین (music) و Mack David (lyrics) - "A Time for Love" از An American Dream – جانی مندل (music) و پل فرنسیس وبستر (lyrics)                                                       |
| جایزه اسکار بهترین فیلم مستند | جایزه اسکار بهترین فیلم مستند (کوتاه) |
| - بازی جنگ (فیلم ۱۹۶۵) - The Face of a Genius - Helicopter Canada - The Really Big Family - Le Volcan interdit | - A Year Toward Tomorrow - Adolescence - کابوی - The Odds Against - Részletek J.S. Bach Máté passiójából |
| جایزه اسکار بهترین فیلم کوتاه | جایزه اسکار بهترین پویانمایی کوتاه |
| - Wild Wings - British Transport Films - Edgar Anstey - Turkey the Bridge - Derek Williams - The Winning Strain - Leslie Winik | - A Herb Alpert and the Tijuana Brass Double Feature - پارامونت پیکچرز - John Hubley و Faith Hubley - The Drag - هیئت ملی فیلم کانادا, Favorite Films - Carlos Marchiori - The Pink Blueprint - Mirisch Films, DePatie-Freleng Enterprises, United Artists - دیوید هادسون دیپاتی و فریز فرلنگ |
| جایزه اسکار بهترین موسیقی فیلم | جایزه اسکار بهترین موسیقی فیلم |
| - آزاد زاده شو – جان بری - کتاب مقدس – توشیرو مایوزومی - هاوایی – المر برنستاین - دانه‌های شن – جری گلدسمیت - چه کسی از ویرجینیا وولف می‌ترسد؟ – الکس نورث | - A Funny Thing Happened on the Way to the Forum – کن تورن - انجیل به روایت متی – لوئیس باکالوو - Return of the Seven – المر برنستاین - The Singing Nun – هری ساکمن - Stop the World - I Want to Get Off – Al Ham |
| جایزه اسکار بهترین تدوین صدا | Best Sound Mixing |
| - جایزه بزرگ – Gordon Daniel - سفر شگفت‌انگیز – والتر روسی | - جایزه بزرگ - Franklin Milton, مترو گلدوین مایر Studio - گامبی - Waldon O. Watson - هاوایی - گوردون ای سایر - دانه‌های شن - James Corcoran - چه کسی از ویرجینیا وولف می‌ترسد؟ - George Groves |
| جایزه اسکار بهترین طراحی صحنه | جایزه اسکار بهترین طراحی صحنه |
| - چه کسی از ویرجینیا وولف می‌ترسد؟ – Richard Sylbert, George James Hopkins - شیرینی ثروت – Robert Luthardt, Edward G. Boyle - انجیل به روایت متی – Luigi Scaccianoce - Is Paris Burning? – Willy Holt, Marc Frederix, Pierre Guffroy - Mister Buddwing – George Davis, Paul Groesse, Henry Grace, Hugh Hunt | - سفر شگفت‌انگیز – Jack Martin Smith, دیل هنسی، Walter M. Scott, Stuart A. Reiss - گامبی – کارگردان هنری: جان برایان (کارگردان هنری) و Maurice Carter; Set Decoration: Patrick McLoughlin و Robert Cartwright - Juliet of the Spirits (Giulietta degli spiriti) – پیرو گیراردی - اسکار – Hal Pereira, Arthur Lonergan, Robert R. Benton, James W. Payne - دانه‌های شن – Boris Leven, Walter M. Scott, John Sturtevant, William Kiernan |
| جایزه اسکار بهترین فیلمبرداری | جایزه اسکار بهترین فیلمبرداری |
| - چه کسی از ویرجینیا وولف می‌ترسد؟ – هسکل وکسلر - شیرینی ثروت – جوزف لاشل - جورجی دختر – کنت هیگینز - Is Paris Burning? – Marcel Grignon - دومی‌ها – جیمز وانگ هو | - مردی برای تمام فصول – تد مور - سفر شگفت‌انگیز – ارنست لاسلو - هاوایی – راسل هارلن - حرفه‌ای‌ها – کنراد هال - دانه‌های شن – جوزف مک‌دانلد |
| جایزه اسکار بهترین طراحی لباس | جایزه اسکار بهترین طراحی لباس |
| - چه کسی از ویرجینیا وولف می‌ترسد؟ – آیرین شرف - انجیل به روایت متی – دانیلو دوناتی - Mandragola – دانیلو دوناتی - Mister Buddwing – هلن رز - مورگان، بیمار مناسبی برای درمان – Jocelyn Rickards | - مردی برای تمام فصول – جون بریج و الیزابت هفندن - گامبی – ژان لوئی - هاوایی – دوروتی جیکنس - Juliet of the Spirits (Giulietta degli spiriti) – پیرو گیراردی - اسکار – ادیت هد |
| جایزه اسکار بهترین تدوین | جایزه اسکار بهترین جلوه‌های تصویری |
| - جایزه بزرگ – فردریک استاینکمپ, Henry Berman, Stewart Linder, Frank Santillo - سفر شگفت‌انگیز – William B. Murphy - روس‌ها می‌آیند، روس‌ها می‌آیند - هال اشبی، جی. تری ویلیامز - دانه‌های شن - ویلیام اچ. رینولدز - چه کسی از ویرجینیا وولف می‌ترسد؟ - سام اوستین                                                | - سفر شگفت‌انگیز – Art Cruickshank - هاوایی – Linwood G. Dunn |

### جایزه اسکار افتخاری
یاکیما کانوت

## Y. Frank Freeman

### جایزه بشردوستانه ژان هرشولت
George Bagnall

### جایزه اسکار یادبود ایروینگ جی. تالبرگ
رابرت وایز

## فیلم‌های با بیش از یک جایزه یا نامزدی
| These films had multiple nominations: - ۱۳ نامزدی: چه کسی از ویرجینیا وولف می‌ترسد؟ - ۸ نامزدی: مردی برای تمام فصول و دانه‌های شن - ۷ نامزدی: هاوایی - ۵ نامزدی: Alfie و Fantastic Voyage - ۴ نامزدی: The Fortune Cookie, جورجی دختر, یک مرد و یک زن و روس‌ها می‌آیند، روس‌ها می‌آیند - ۳ نامزدی: گامبی, انجیل به روایت متی, جایزه بزرگ و حرفه‌ای‌ها - ۲ نامزدی: Blowup, Born Free, Is Paris Burning?, Juliet of the Spirits, Mister Buddwing, Morgan! و اسکار | The following films received multiple awards. - ۶ برنده: مردی برای تمام فصول - ۵ برنده: چه کسی از ویرجینیا وولف می‌ترسد؟ - ۳ برنده: جایزه بزرگ - ۲ برنده: Born Free, Fantastic Voyage و یک مرد و یک زن |

## جستارهای ویژه
- بیست‌وچهارمین مراسم گلدن گلوب
- 1966 in film
- 9th Grammy Awards
- 18th Primetime Emmy Awards
- 19th Primetime Emmy Awards
- 20th British Academy Film Awards
- 21st Tony Awards